# Alicún de Ortega
Alicún de Ortega és un municipi andalús situat en la comarca de Los Montes, en la província de Granada.

## Història
Alicún de Ortega va ser habitat per civilitzacions prehistòriques. Durant l'època àrab, va estar en la frontera del Regne de Granada. El 1315 va viure la batalla d'Alicún, en la que es van enfrontar els exèrcits de la corona de Castella, encapçalats per Pere de Castella i de Molina, i els de l'emirat de Gharnata, encapçalats per Ozmin. Finalment va ser conquistat pels Reis Catòlics.